# Frederiksberg Allé (métro de Copenhague)
Frederiksberg Allé est une station de la ligne 3 du métro de Copenhague située sur la commune de Frederiksberg.

## Situation
Frederiksberg Allé est desservie par la ligne 3 du métro de Copenhague. Cette station souterraine se trouve entre Enghave Plads et Frederiksberg.

## Histoire
La station Frederiksberg Allé a ouvert au public le 29 septembre 2019 à l'occasion de la mise en service de la ligne 3 du métro de Copenhague.

## Services aux voyageurs

### Accès
L'accès à la station est intégré à un bâtiment conçu par l'agence d'architecture danoise Cobe.

## À proximité
- Quartier de Vesterbro
- Quartier de Carslberg Byen
- Frederiksberg Have : jardin public